# Gräveneck
Gräveneck ist ein Ortsteil der Gemeinde Weinbach im mittelhessischen Landkreis Limburg-Weilburg.

## Geographische Lage
Gräveneck liegt im Weilburger Lahntalgebiet, wobei sich der Östliche Hintertaunus etwas südöstlich anschließt. Im Nordwesten des Naturparks Taunus befindet es sich rund 2,8 km nordwestlich des Hauptortes. Westlich des Dorfs fließt die Lahn. Hindurch führt die Landesstraße 3452.

## Geschichte

### Ortsgeschichte
Im Jahr 1352 wurde die Burg Neu-Elkerhausen durch die Ritter von Elkerhausen errichtet. Als Belagerungsburg Graf Philipps von Nassau wurde die Burg Gräveneck 1395 errichtet. Nach der Zerstörung der Burg Neu-Elkerhausen hatte sie keine strategische Bedeutung mehr. Das Dorf Gräveneck entstand erst später.
Die bis dahin selbständige Gemeinde Gräveneck im ehemaligen Oberlahnkreis fusionierte im Zuge der Gebietsreform in Hessen zum 1. Dezember 1970 mit den selbstständigen Gemeinden Weinbach, Freienfels und Blessenbach freiwillig zur neuen Großgemeinde Weinbach. Als Sitz der Gemeindeverwaltung wurde Weinbach bestimmt.
Für die eingegliederten Gemeinden sowie für die Kerngemeinde wurde je ein Ortsbezirk mit Ortsbeirat und Ortsvorsteher nach der Hessischen Gemeindeordnung gebildet.

### Verwaltungsgeschichte im Überblick
Die folgende Liste zeigt die Staaten und Verwaltungseinheiten, denen Gräveneck angehört(e):
- vor 1806 Heiliges Römisches Reich, Grafschaft/Fürstentum Nassau-Weilburg, Amt Weilburg
- ab 1806: Herzogtum Nassau,[Anm. 2] Amt Weilburg
- ab 1849: Herzogtum Nassau, Kreisamt Hadamar[Anm. 3]
- ab 1854: Herzogtum Nassau, Amt Weilburg
- ab 1867: Norddeutscher Bund,[Anm. 4] Königreich Preußen,[Anm. 5] Provinz Hessen-Nassau, Regierungsbezirk Wiesbaden, Oberlahnkreis[Anm. 6]
- ab 1871: Deutsches Reich, Königreich Preußen, Provinz Hessen-Nassau, Regierungsbezirk Wiesbaden, Oberlahnkreis
- ab 1918: Deutsches Reich (Weimarer Republik), Freistaat Preußen, Provinz Hessen-Nassau, Regierungsbezirk Wiesbaden, Oberlahnkreis
- ab 1944: Deutsches Reich, Freistaat Preußen, Provinz Nassau, Oberlahnkreis
- ab 1945: Amerikanische Besatzungszone,[Anm. 7] Groß-Hessen, Regierungsbezirk Wiesbaden, Oberlahnkreis
- ab 1949: Bundesrepublik Deutschland, Land Hessen, Regierungsbezirk Wiesbaden, Oberlahnkreis
- ab 1968: Bundesrepublik Deutschland, Land Hessen, Regierungsbezirk Darmstadt, Oberlahnkreis
- ab 1971: Bundesrepublik Deutschland, Land Hessen, Regierungsbezirk Darmstadt, Oberlahnkreis, Gemeinde Weinbach[Anm. 8]
- ab 1974: Bundesrepublik Deutschland, Land Hessen, Regierungsbezirk Darmstadt, Landkreis Limburg-Weilburg, Gemeinde Weinbach
- ab 1981: Bundesrepublik Deutschland, Land Hessen, Regierungsbezirk Gießen, Landkreis Limburg-Weilburg, Gemeinde Weinbach

### Einwohnerentwicklung

#### Einwohnerzahlen
| Gräveneck: Einwohnerzahlen von 1540 bis 2020 | Gräveneck: Einwohnerzahlen von 1540 bis 2020 | Gräveneck: Einwohnerzahlen von 1540 bis 2020 | Gräveneck: Einwohnerzahlen von 1540 bis 2020 | Gräveneck: Einwohnerzahlen von 1540 bis 2020 |
| --- | -------------------------------------------- | -------------------------------------------- | -------------------------------------------- | -------------------------------------------- |
| Jahr |                                              |                                              |                                              | Einwohner                                    |
| 1540 | 1540                                         |                                              | 305                                          | 305                                          |
| 1834 | 1834                                         |                                              | 301                                          | 301                                          |
| 1840 | 1840                                         |                                              | 305                                          | 305                                          |
| 1846 | 1846                                         |                                              | 324                                          | 324                                          |
| 1852 | 1852                                         |                                              | 346                                          | 346                                          |
| 1858 | 1858                                         |                                              | 364                                          | 364                                          |
| 1864 | 1864                                         |                                              | 405                                          | 405                                          |
| 1871 | 1871                                         |                                              | 451                                          | 451                                          |
| 1875 | 1875                                         |                                              | 386                                          | 386                                          |
| 1885 | 1885                                         |                                              | 408                                          | 408                                          |
| 1895 | 1895                                         |                                              | 411                                          | 411                                          |
| 1905 | 1905                                         |                                              | 395                                          | 395                                          |
| 1910 | 1910                                         |                                              | 398                                          | 398                                          |
| 1925 | 1925                                         |                                              | 460                                          | 460                                          |
| 1939 | 1939                                         |                                              | 475                                          | 475                                          |
| 1946 | 1946                                         |                                              | 722                                          | 722                                          |
| 1950 | 1950                                         |                                              | 819                                          | 819                                          |
| 1956 | 1956                                         |                                              | 860                                          | 860                                          |
| 1961 | 1961                                         |                                              | 882                                          | 882                                          |
| 1967 | 1967                                         |                                              | 870                                          | 870                                          |
| 1970 | 1970                                         |                                              | 859                                          | 859                                          |
| 1980 | 1980                                         |                                              | ?                                            | ?                                            |
| 1990 | 1990                                         |                                              | ?                                            | ?                                            |
| 2000 | 2000                                         |                                              | ?                                            | ?                                            |
| 2011 | 2011                                         |                                              | 798                                          | 798                                          |
| 2014 | 2014                                         |                                              | 816                                          | 816                                          |
| 2020 | 2020                                         |                                              | 781                                          | 781                                          |
| Datenquelle: Historisches Gemeindeverzeichnis für Hessen: Die Bevölkerung der Gemeinden 1834 bis 1967. Wiesbaden: Hessisches Statistisches Landesamt, 1968. Weitere Quellen: LAGIS; Gemeinde Weinbach; Zensus 2011 |                                              |                                              |                                              |                                              |

#### Einwohnerstruktur
Nach den Erhebungen des Zensus 2011 lebten am Stichtag dem 9. Mai 2011 in Gräveneck 798 Einwohner. Darunter waren 21 (2,6 %) Ausländer.
Nach dem Lebensalter waren 135 Einwohner unter 18 Jahren, 305 zwischen 18 und 49, 183 zwischen 50 und 64 und 177 Einwohner waren älter.
Die Einwohner lebten in 333 Haushalten. Davon waren 78 Singlehaushalte, 102 Paare ohne Kinder und 114 Paare mit Kindern, sowie 33 Alleinerziehende und 3 Wohngemeinschaften. In 75 Haushalten lebten ausschließlich Senioren und in 207 Haushaltungen lebten keine Senioren.

#### Religionszugehörigkeit
| • 1885: | 393 evangelische (= 96,32 %), 15 katholische (= 3,68 %) Einwohner   |
| • 1961: | 643 evangelische (= 72,90 %), 229 katholische (= 25,96 %) Einwohner |

## Vereine
Im Ort gibt es folgende Vereine:
- TuS Gräveneck 1907 e. V.
- Tennis-Club Gräveneck 1981 e. V.
- Freiwillige Feuerwehr Gräveneck, gegründet 1934 (seit 1. August 1994 mit Jugendfeuerwehr)
- MGV Eintracht Gräveneck 1864 e. V.
- Frauenchor Gräveneck
- Naturschutzbundgruppe Gräveneck
- VdK Gräveneck

## Einrichtungen
Seit dem Jahr 1934 sorgt die Freiwillige Feuerwehr Gräveneck (ab 1. August 1994 mit Jugendfeuerwehr) für den abwehrenden Brandschutz und die allgemeine Hilfe in diesem Ort. Es bestehen ein Dorfgemeinschaftshaus in der Taunusstraße, ein Sportplatz, der Kindergarten „Rappelkiste“, ein Kinderspielplatz sowie eine evangelische Kirche und eine katholische Kirche.

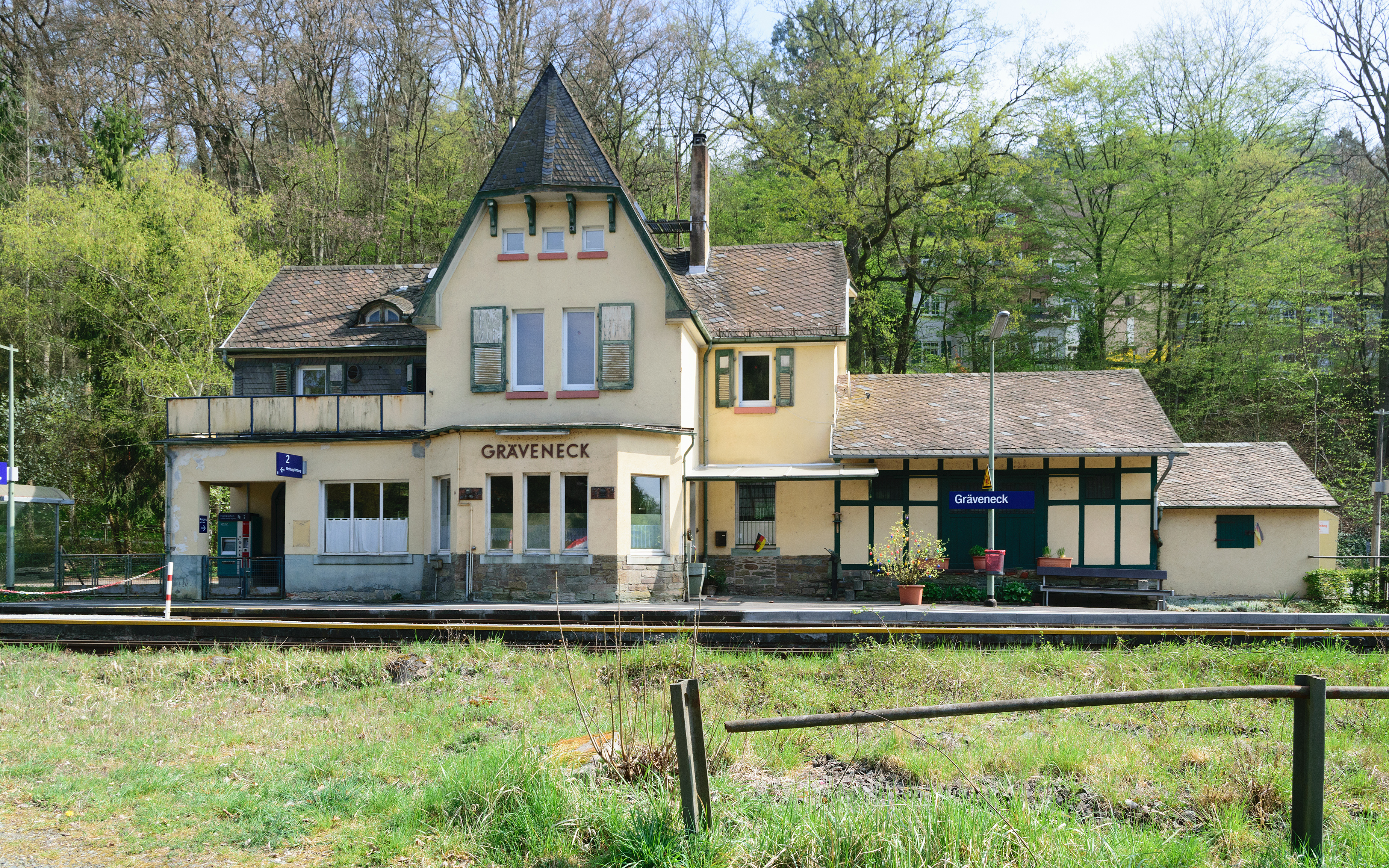
Bahnhof

## Infrastruktur
- Die Lahntalbahn führt am Ort vorbei und hat einen Bahnhof an der Strecke. Hier gibt es einen der letzten mechanisch beschrankten Bahnübergänge in Hessen.[9] Für ihre Reportage Zug um Zug – Das tägliche Chaos im Bahnverkehr (Dezember 2019) besichtigte ARD-Reporterin Jessica Sander den Bahnübergang.[10]
- An der Lahn gibt es einen Campingplatz.
- Es bestehen Wanderwege.

## Persönlichkeiten
- Philipp May (1776–1851), Schultheiß und Mitglied des Nassauischen Landtags